# Station Barberà del Vallès
Barberà del Vallès is een treinstation in het oosten van de gelijknamige plaats, gelegen op lijn 4 en lijn 12 van Rodalies Barcelona.
Het station werd in 1855 geopend toen de lijn tussen Montcada i Reixac - Manresa en Sabadell Nord in gebruik genomen werd.

## Lijnen
| Eindbestemming                                | Vorig station         | Lijn | Volgend station | Eindbestemming   |
| --------------------------------------------- | --------------------- | ---- | --------------- | ---------------- |
| Sant Vicenç de Calders Vilafranca del Penedès | Cerdanyola del Vallès |      | Sabadell Sud    | Terrassa Manresa |
| L'Hospitalet de Llobregat                     | Cerdanyola del Vallès |      | Sabadell Sud    | Lleida Pirineus  |